# Орора (Тексас)
Орора (енгл. Aurora) град је у америчкој савезној држави Тексас. По попису становништва из 2010. у њему је живело 1.220 становника.

## Демографија
Према попису становништва из 2010. у граду је живело 1.220 становника, што је 367 (43,0%) становника више него 2000. године.
| Група             | 2000.       | 2010.       |
| Белци             | 785 (92,0%) | 931 (76,3%) |
| Афроамериканци    | 2 (0,2%)    | 7 (0,6%)    |
| Азијати           | 2 (0,2%)    | 3 (0,2%)    |
| Хиспаноамериканци | 34 (4,0%)   | 250 (20,5%) |
| Укупно            | 853         | 1.220       |